# Cottus gulosus
Cottus gulosus är en fiskart som först beskrevs av Girard, 1854.  Cottus gulosus ingår i släktet Cottus och familjen simpor. Inga underarter finns listade i Catalogue of Life.